# 薩氏四鬚魮
薩氏四鬚魮（学名：Barbodes sunieri）为輻鰭魚綱鯉形目鲤科的其中一種，該物種主要分布於亞洲婆羅洲東北部，棲息在中底層水域，體長可達28.7公分。